# Гарланд
Гарланд (на английски: Garland) е град в окръг Бокс Елдър, щата Юта, САЩ. Гарланд е с население от 6000 жители (2000) и обща площ от 4,6 km². Намира се на 1323 m надморска височина. ЗИП кодът му е 84312, а телефонният му код е 435.